# Talara semiflava
Talara semiflava är en fjärilsart som beskrevs av Max Wilhelm Karl Draudt 1918. Talara semiflava ingår i släktet Talara och familjen björnspinnare. Inga underarter finns listade i Catalogue of Life.